# Duthieeae
Duthieeae je tribus trava opisan 2011., dio potporodice Pooideae.

## Rodovi
U tribus je uključeno 8 rodova:
1. Stephanachne Keng (1 sp.)
2. Pappagrostis Roshev (1 sp.)
3. Sinochasea Keng (1 sp.)
4. Danthoniastrum (Holub) Holub (3 spp.)
5. Duthiea Hack. ex. Procop.-Procop (3 spp.)
6. Metcalfia Conert (1 sp.)
7. Anisopogon R.Br. (1 sp.)
8. Pseudodanthonia Bor & C.E.Hubb. (1 sp.)